# Умбререшть (комуна)
Умбререшть, Умбререшті (рум. Umbrărești) — комуна у повіті Галац в Румунії. До складу комуни входять такі села (дані про населення за 2002 рік):
- Кондря (660 осіб)
- Салча (930 осіб)
- Сіліштя (357 осіб)
- Торчешть (734 особи)
- Умбререшть (1946 осіб)
- Умбререшть-Дял (2543 особи)

Комуна розташована на відстані 178 км на північний схід від Бухареста, 54 км на північний захід від Галаца, 144 км на схід від Брашова.

## Населення
За даними перепису населення 2002 року у комуні проживали 7170 осіб.
Національний склад населення комуни:
| Національність | Кількість осіб | Відсоток |
| -------------- | -------------- | -------- |
| румуни         | 6748           | 94,1%    |
| цигани         | 421            | 5,9%     |
| угорці         | 1              | < 0,1%   |

Рідною мовою назвали:
| Мова      | Кількість осіб | Відсоток |
| --------- | -------------- | -------- |
| румунська | 7166           | 99,9%    |
| циганська | 3              | < 0,1%   |
| угорська  | 1              | < 0,1%   |

Склад населення комуни за віросповіданням:
| Релігія       | Кількість осіб | Відсоток |
| ------------- | -------------- | -------- |
| православні   | 6874           | 95,9%    |
| старообрядці  | 81             | 1,1%     |
| п'ятдесятники | 39             | 0,5%     |
| адвентисти    | 20             | 0,3%     |
| римо-католики | 1              | < 0,1%   |